# Jan van Huysum
Jan van Huysum, né le 5 avril 1682 à Amsterdam où il est mort le 8 février 1749, est un peintre néerlandais.

## Biographie
Son père, Justus van Huysum, était un peintre réputé d’histoire, de portraits, de batailles, de marines ou de fleurs, et « ce qu’il y a de singulier, ajoute Descamps, c’est que ce peintre exerça tous ces genres sans être médiocre ».
Ainsi nourri dans la peinture, en relations journalières avec des peintres, son fils Jan ne fut pas longtemps sans manifester sa vocation. Lorsqu’il voulut être peintre, son père fut ravi de le voir suivre sa carrière et lui enseigna les premiers éléments du dessin.
C’était dans la peinture des fleurs que Justus van Huysum avait le mieux réussi. Jan résolut de cultiver le même genre et, dans le cours de son existence, il ne s’en éloigna guère que pour peindre ou pour dessiner quelques paysages qui ne servirent pas à sa gloire.
Jan van Huysum s’attacha principalement à étudier deux peintres de fleurs ses compatriotes, David de Heem et Abraham Mignon, qui étaient bien capables de l’instruire, mais qu’il surpassa. Dans les tableaux de ces artistes, dont quelques-uns sont au Musée du Louvre, les fleurs ont de la transparence et de la délicatesse, les fruits qu’on trouve mêlés à leurs bouquets les plus harmonieux ont de la fraîcheur, mais on n’y trouve pas l’art de l’arrangement savant et de l’enlacement gracieux que Jan Van Huysum possède au suprême degré. Personne mieux que lui n’a su rapprocher les couleurs qui s’accordent et éloigner celles qui ne s’accordent pas entre elles ; généralement il fait tomber la plus grande lumière au milieu de son tableau et il arrive doucement aux ombres et aux nuances les plus obscures par une dégradation successive des tons.
Van Huysum pouvait toujours, grâce au goût des fleurs si répandu en Hollande, avoir dans son atelier les modèles les plus rares et les plus beaux. Il retira de ses œuvres un grand profit : van Huysum ayant su se concilier la bienveillance, des plus riches citoyens de la Hollande, posséder un tableau de lui était devenu la preuve d’un goût fin et d’un esprit éclairé.
On rapporte que très jaloux des procédés qu’il employait, il ne supportait, dit-on, aucun témoin lorsqu’il était occupé à peindre. Une seule personne avait obtenu de le voir travailler : Margareta Haverman, qui, profitant des leçons du maître, ne tarda pas à lui inspirer la crainte qu’elle ne fit tort à sa réputation.
Cet esprit un peu envieux de Van Huysum, décrit au physique comme ayant « l’œil vif, la bouche fine et point du tout jalouse, le visage ovale, la physionomie spirituelle, peut-être même un peu moqueuse », quelques chagrins domestiques, la mauvaise conduite de son fils, le rendirent sombre et mélancolique et il ne voulut plus voir personne et vécut tout seul avec ses fleurs et ses fruits. Il travaillait sans cesse et toujours avec plus d’ardeur ; ses tableaux, à peine terminés, étaient déjà achetés et il n’en vendait pas plus que par impossibilité de suffire à toutes les commandes. 
Son frère Jacob van Huysum était également peintre.

## Œuvres
- Bouquet de lis et de roses dans un vase en verre, 1700-1710, huile sur toile, 64 × 54 cm, Collection privée, vente Sotheby's 1995[2]
- Fruits et fleurs vers 1702, huile sur bois, 81 × 60 cm, The Wallace Collection, Londres
- Nature morte aux fleurs et fruits, vers 1715, huile sur bois, 79 × 61 cm, National Gallery of Art, Washington
- Fruits et fleurs, 1710-1720, huile sur toile, 40 × 33 cm, Alte Pinakothek, Munich[3]
- Vase de fleurs dans une niche, 1720-1740, huile sur bois, 80 × 61 cm, Musée du Louvre, Paris[4]
- Nature morte avec des fleurs et des fruits, vers 1721, huile sur panneau, 81 × 61 cm, Rijksmuseum, Amsterdam[5]
- Vase de fleurs, 1722, huile sur panneau, 79 × 61 cm, J. Paul Getty Museum, Los Angeles[6]
- Fruits, 1722, huile sur panneau, 80 × 61 cm, J. Paul Getty Museum, Los Angeles[7]
- Vase de fleurs, huile sur panneau, musée des Offices, Florence (volé par les nazis en 1943, restitué au musée par l'Allemagne en 2019 ; exposé depuis à la Galerie palatine du palais Pitti)
- Bouquet de fleurs dans une urne, 1724, huile sur bois, 80 × 59 cm, Musée d'Art du comté de Los Angeles[8]
- Nature morte avec des fleurs et des fruits sur un socle en pierre, à l'arrière-plan un vase en terre cuite, 1728-1729, peinture sur panneau d'acajou, 80 × 59 cm, Londres, Wallace Collection[9]
- Vase de fleurs avec un nid, huile sur toile, 79 × 60 cm, musée des beaux-arts de Lyon
- Vase de fleurs dans une niche, Huile sur bois, Musée du Petit Palais Paris
- Paysage animé avec ruine et pont, huile sur bois, 23 × 29 cm, Musée du Louvre, Paris[10]
- Nature morte, huile sur toile, Londres, Alexander Gallery[11]
- Bouquet de fleurs, aquarelle au recto et crayon noir au verso (découverte datant de 2007 de l’Alicem Institute, expertise du Professeur Alain Béjard et Dimitri Joannidès)
- Paysage arcadien avec des pêcheurs, huile sur cuivre (métal), 57 × 68 cm, Rijksmuseum, Amsterdam[12]

"
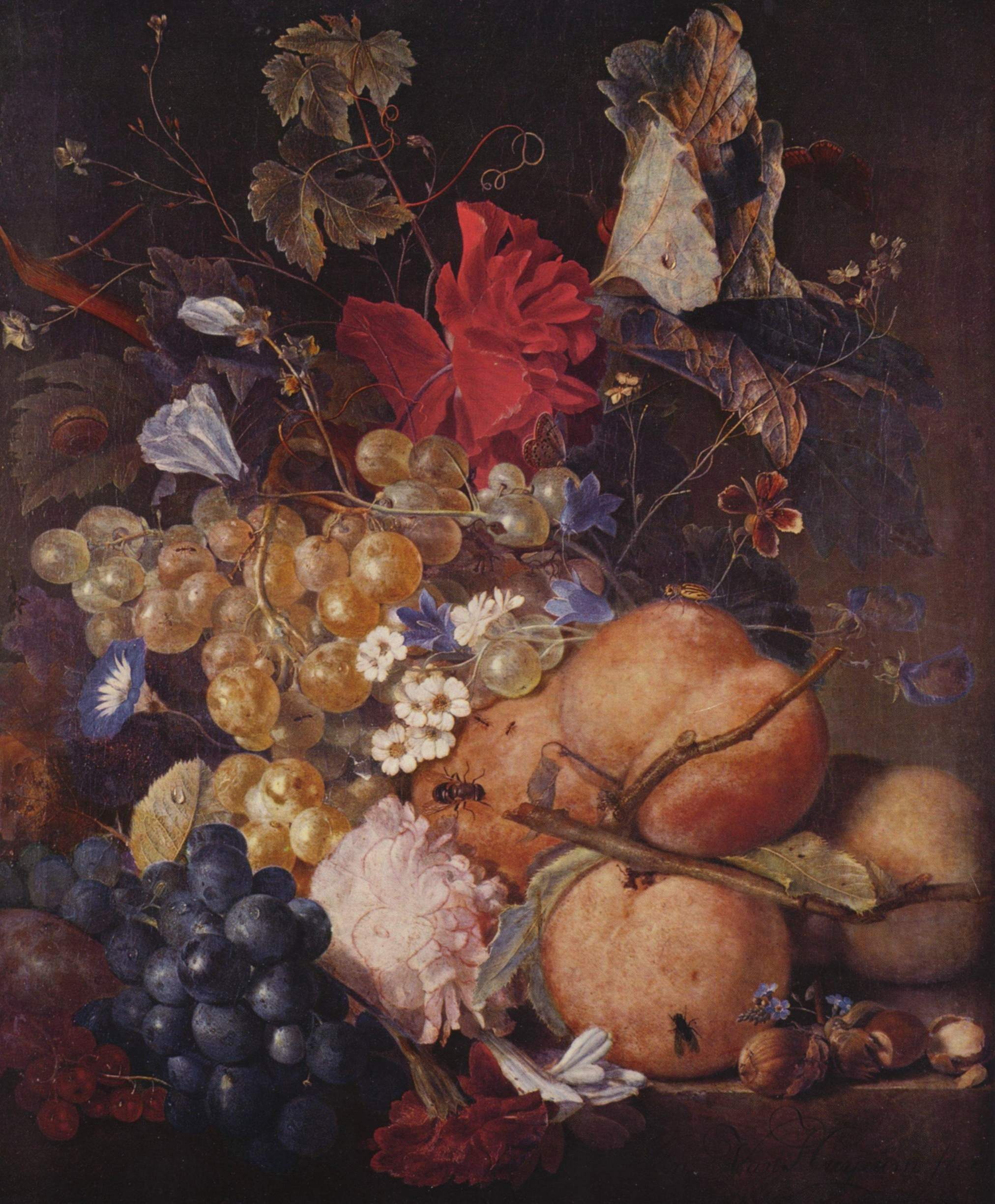
Fruits et fleurs, 1710-1720 Alte Pinakothek, Munich
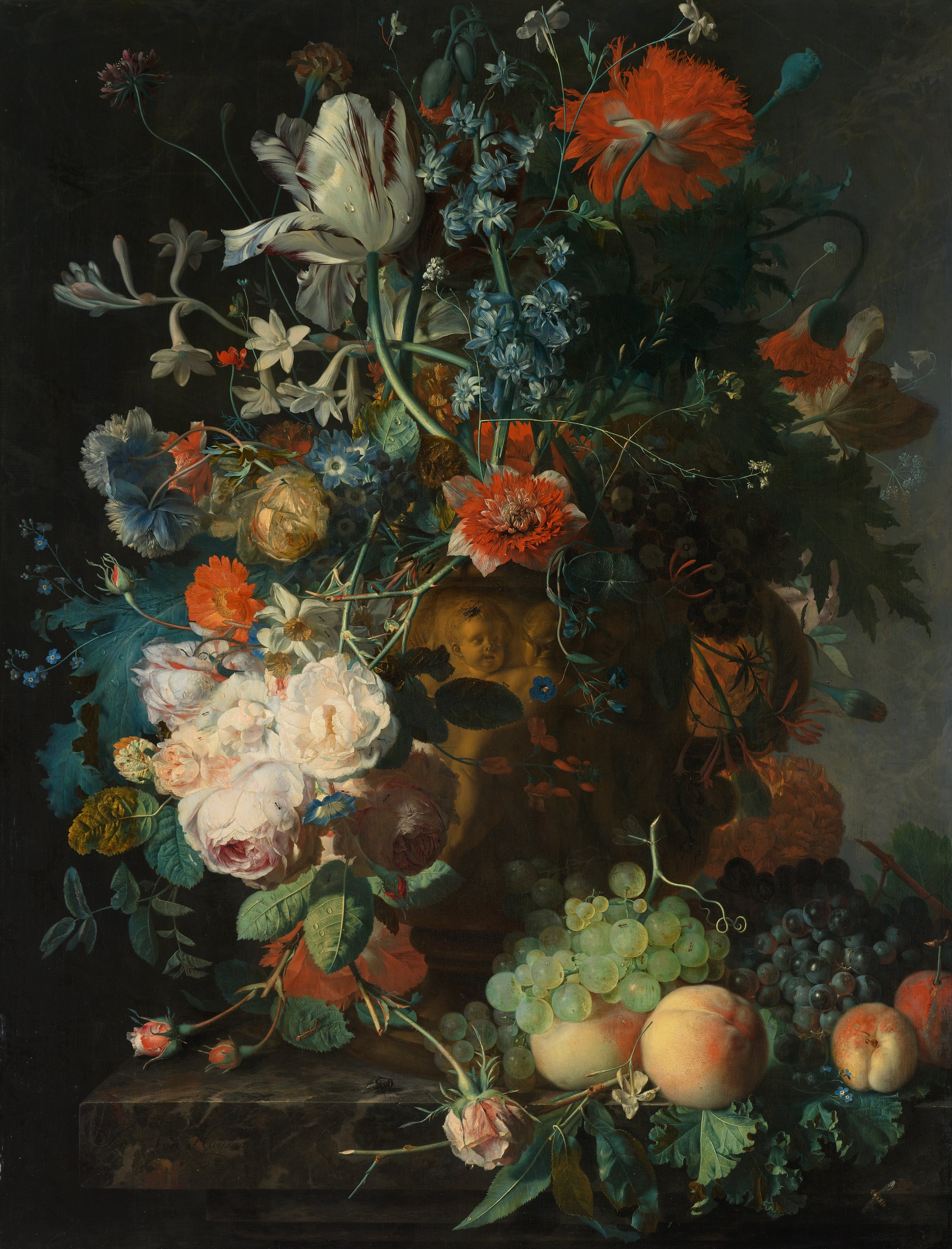
Fleurs et fruits, vers 1721 Rijksmuseum, Amsterdam
Bouquet de fleurs dans une urne 1724, Los Angeles
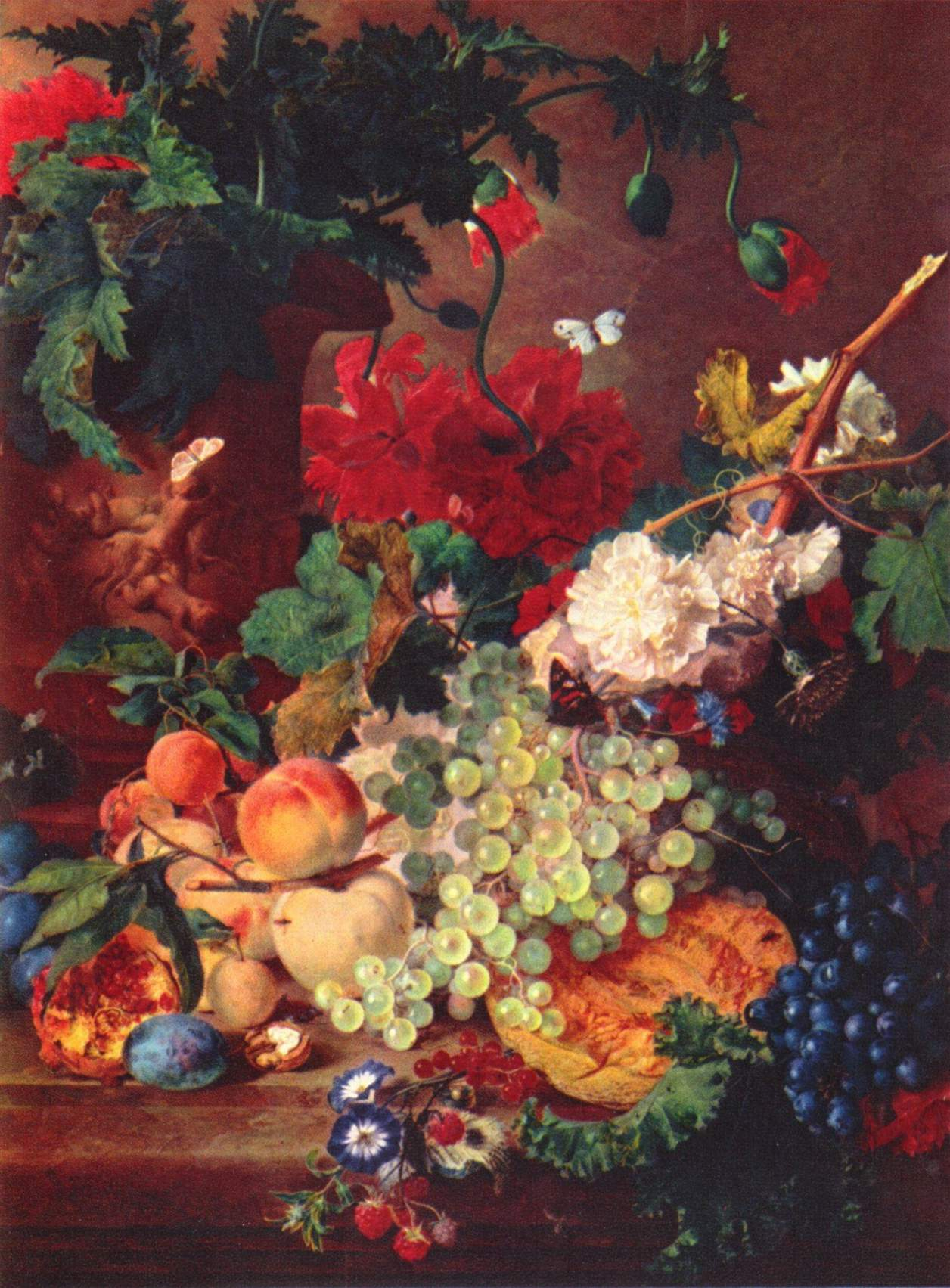
Fleurs et fruits sur un socle 1728-1729 Wallace Collection, Londres
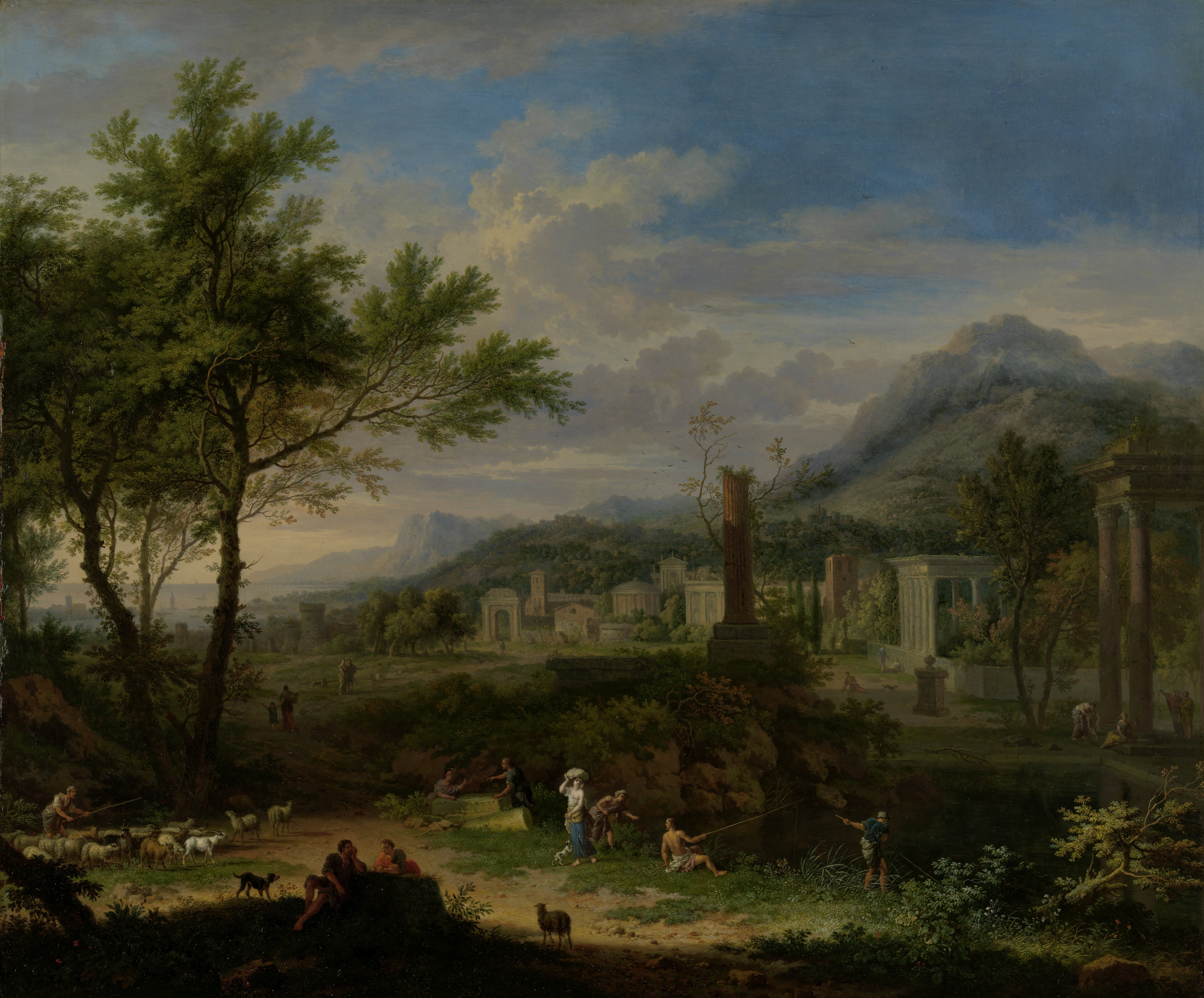
Paysage arcadien sur cuivre Rijksmuseum, Amsterdam

## Hommages
Une rose gallique lui a été dédiée par Louis Parmentier sous le nom de 'Van Huyssum'.